# スヴャトポルク2世

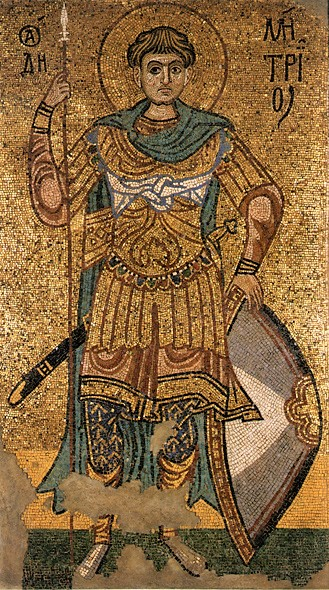
テッサロニキのデメトルス。聖ミハイール大聖堂のモザイク。

スヴャトポルク2世（ウクライナ語：Святополк Ізяславич, ロシア語：Святополк Изяславич, 1050年11月8日 - 1113年4月16日）は、リューリク朝のルーシ系公爵。洗礼名はミハイール。イジャスラウ1世の子、ヤロスラウ賢公の孫。ポロツク公（在位：1069年 - 1071年）、ノヴゴロド公（在位：1078年 - 1088年）、トゥーロフ公（在位：1088年 - 1093年）、キエフ大公（在位：1093年 - 1113年）。母はミェシュコ2世の娘ゲルトルダか妾。
キプチャクとの戦いに明け暮れた。塩の商売を独占し、金貸しを保護したため、キエフの市民の間で嫌われた。キエフの象徴となった聖ミハイール黄金ドーム大聖堂を建立した。病死して聖ミハイール大聖堂で葬られた。

## 子女
最初の妻はプシェミスル朝出身の女性（ボヘミア公スピチフニェフ2世の娘?）とみられている。以下の子女をもうけた。
- スブィスラヴァ（1185/90年 - 1108年頃） - ポーランド大公ボレスワフ3世と結婚
- プレドスラヴァ - ハンガリー公アールモシュ（ベーラ2世の父）と結婚

2番目の妻はポロヴェツ族長トゥゴルカンの娘エレナで、以下の子女をもうけた。
- ブリャチスラフ（パーヴェル、1104/5年 - 1127年）[1] - トゥーロフ公
- イジャスラフ（? - 1127年） - トゥーロフ公

以下の子女は側室の子と考えられている。
- ムスチスラフ（? - 1099年） - ベレスチエ公、ヴォルィーニ公
- ヤロスラフ（1072年頃 - 1123年） - ヴォルィーニ公